# A45 road
Die A45 road (englisch für Straße A45) ist als eine durchgehend als Primary route ausgewiesene, 122 km lange Fernverkehrsstraße, die Birmingham mit Thrapston verbindet.

## Verlauf

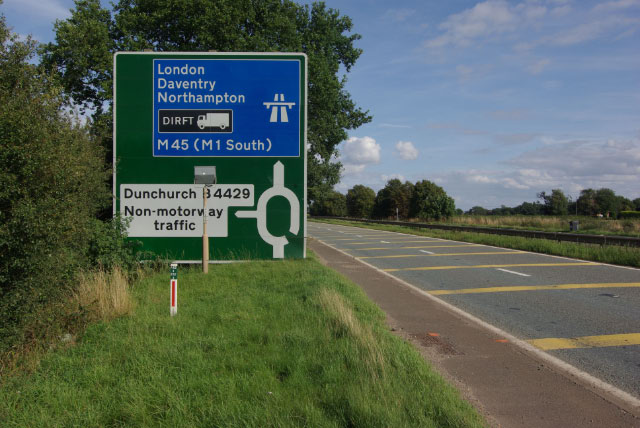
Die A45 westlich von Dunchurch

Die Straße beginnt in Birmingham an der Birmingham Middleway ring road, führt als dual carriageway in ostsüdöstlicher Richtung aus der Stadt hinaus und am Birmingham Airport vorbei, führt bei dessen Anschluss junction 6 über den M42 motorway und wird von der nordsüdlich führenden Achse der A452 road Stonebridge Interchange gekreuzt. Weiter im Osten wird sie südlich um Coventry herumgeführt und verläuft für einen kurzen Abschnitt gemeinsam mit der A46 road, von der sie sich am Kreisverkehr Tollbar End Roundabout wieder trennt. Unmittelbar darauf zweigt die A423 road nach Südosten ab. Nach rund 13 km geht die A45 westlich von Dunchurch in den M45 motorway über, verlässt diesen aber schon beim nächsten Anschluss und führt, nunmehr zweispurig, nach Daventry, wo die von Westen kommende A425 road einmündet. Die A45 kreuzt sodann die A5 road und mündet bei dem Anschluss junction 16 in den M1 motorway (die Fortsetzung nach Northampton trägt die Bezeichnung A4500 road). Östlich von Northampton setzt sich die A45 mit richtungsgetrennten Fahrbahnen längs des Tals des River Nene fort, kreuzt bei Wellingborough die A509 road und nordöstlich von Rushden die A6 road und verläuft, nunmehr zweistreifig ausgebaut bis Thrapston, wo sie auf die A14 road trifft und in die A605 road übergeht.